# Église Sante-Lucie de Lisbonne
L'église Sainte-Lucie ou église Sainte-Lucie-et-Saint-Blaise (portugais : Igreja de Santa Luzia) est une église située dans la paroisse de Santiago, à Lisbonne. À côté de l'église se trouve le belvédère de Santa Luzia.

## Histoire et description
Cette église a été construite sous le règne de D. Afonso Henriques. On ne sait pas si elle a jamais été construite par des chevaliers de l'Ordre de Saint-Jean de Jérusalem (plus tard Ordre de Malte). C'est actuellement le siège national de l'Assemblée des chevaliers portugais de cet ordre.
La construction actuelle date du XVIIIe siècle, ayant été remaniée après le tremblement de terre de 1755, sous la responsabilité de l'architecte Mateus Vicente de Oliveira.
Sur les côtés, il y a deux panneaux d'azulejos représentant des scènes de la prise de Lisbonne aux Maures et de la Praça do Comércio. Le plan de l'église est en croix latine.

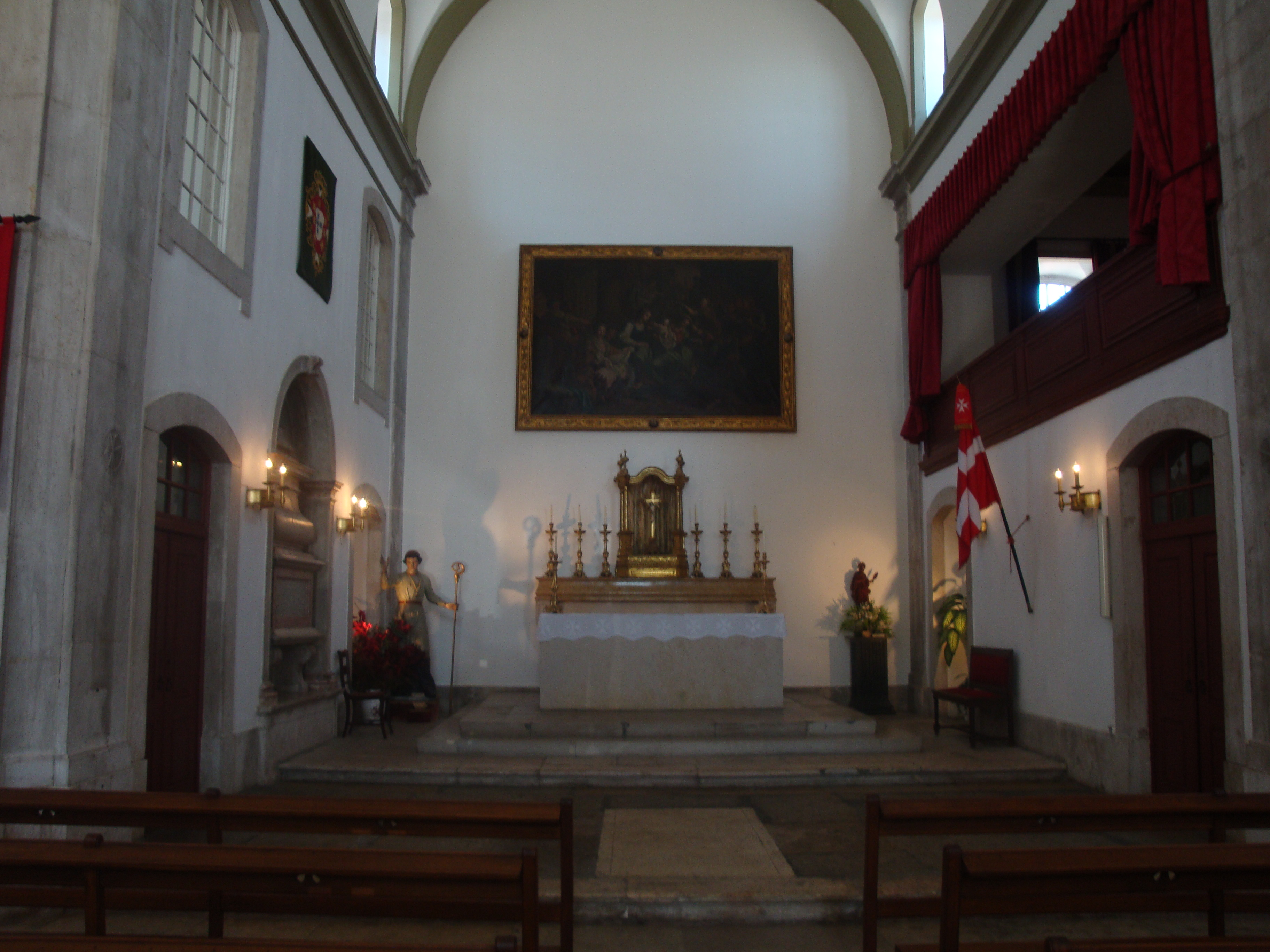
Intérieur de l'église